# Dust Networks
{{Infobox company-lat
| name = 
|type= Privatna
| foundation = 2004
| location=30695 Huntwood Avenue
 
 
| key_people =Kristofer S. J. Pister, ko-osnivač i CTO
 -{Joy Weiss, President and CEO
| broj_zaposlenih = Približno 45 (2011)}-
| industry =specijalizovani poluprovodnici
| products= Wireless sensor network uređaji
| homepage=www.dustnetworks.com
}}
 je kompanija specijalizovana za projektovanje i proizvodnju bežičnih senzorskih mreža za industrijske aplikacije uključujući nadgledanje procesa, nadgledanje stanja, upravljanje imovinom, zaštitu životne sredine, nadgledanje zdravlja i sigurnosti (EHS) i upravljanje snagom. Oni su nabavljeni od strane kompanije Linear Technology, Inc u decembru 2011. godine, a zauzvrat je kupio Analog Devices, Inc 2017. Proizvodni tim kompanije Dust Networks posluje u IoT Networking platformi grupi Analognih uređaja. Dust Netvorks radi sa industrijskim i standardnim grupama kao što su WirelessHART, IEEE i IETF, koji pomažu u usvajanju interoperabilnih bežičnih senzorskih mrežnih proizvoda.

## Istorija kompanije
Godine 1997. Kristofer S. J. Pister, profesor elektrotehnike i računarskih nauka na Kalifornijskom univerzitetu Berkli, zamišljao i započeo projekat Smart Dust pomoću DARPA fonda.

### Smartdust
Projekat  pokušao je demonstrirati da se kompletan senzor/komunikacioni sistem može napraviti od senzora veličine jedan kubni milimetar. Ovo uključuje napredak u miniaturizaciji, integraciji i upravljanju energijom. Fokus projekta bio je nezavisan od bilo kog određenog senzora, i gledao kako komercijalne tako i vojne aplikacije, uključujući:
- Senzorske mreže vezane za odbranu, kao što su nadzor nad bojnim poljem, nadzor nad ugovorom, nadzor nad transportom i lov na ljude
- Virtuelni senzori tastature: dodavanjem minijaturnih daljinaca na svaki nokat, akcelerometri mogu tada osetite orijentaciju i kretanje svakog prsta i prenositi ove podatke u računar u ručni sat.
- Kontrola inventara: postavljanjem miniaturnih senzora na svaki objekat u sistem inventara (paket proizvoda, kutija, paleta, skladište kamiona, internet),svaka komponenta bi mogla "razgovarati" sa sledećom komponentom sistema. Ovo se razvilo u današnje RFID sisteme kontrole zaliha.
- Nadgledanje kvaliteta proizvoda: praćenje temperature i vlažnosti kvarljivih proizvoda, kao što su meso, proizvodi i mliječni proizvodi.
- Uticaj, vibracija i temperaturni nadgledanje potrošačke elektronike, za dalju analizu grešaka i dijagnostičke informacije, npr. praćenje vibracija ležajeva da se detektovala frekvencija signature koja može ukazivatu predstojeći neuspeh.

Projekat je vodio kao osnivanju Dust Networks da bi obezbedili komercijalne aplikacije koje smo prethodno naveli.

### Vremenska linija
- Jula 2002. godine: Dust Networks osnovali  i
- Februar 2014. godine: Popunjava se niz A finansiranja od 7 miliona američkih dolara od
- Jula 2014. godine: Isporučen prvi proizvod-Smart Mesh shiping
- Februara 2015. godine: Popunjava se niz B finansiranja od 22 miliona američkih dolara od Crescendo Ventures, Cargill Ventures i ranijih investitora.
- Mart 2005. godine: Lansira se proizvod baziran na IEEE 802.15.4 standardu u 2,4 GHz ISM opsegu.
- Juni 2006. godine: Lansira se SmartMesh-KST bežični senzorski mrežni sistem optimizovan za industrijske aplikacije.
- Septembar 2007. godine: Ratifikovan WirelessHART standard
- Oktobar 2007. godine: SmartMesh IA-500 family of WirelessHART standardizovan sistem najavljen
- Jul 2008. godine: Pokrenuta inicijativa usmerena na korištenje umrežavanja na Internet protokolu (IP) u urbanim infrastrukturama, automatizaciji zgrada, korisničkom merenju i ostalim aplikacijama za bežično senzorsko umrežavanje.
- Decembar 2011:  kupuje
- 2017:  kupuju Linear Techology[2]

## Tehnologija
Bežične senzorske mreže pokušavaju povećati pouzdanost prenosa i brzo se prilagoditi ako prenos ne uspe i automatski rutira oko neuspelih veza. Ovo zahteva ugrađenu inteligenciju umrežavanja koja uspostavlja, održava i koristi redundantnu multi-hop rutiranje od izvora do odredišta.
Dust implementira full-mesh mrežu, koja se ponekad naziva "mreža do ivice", koja pruža redundantno usmeravanje do ivice mreže. U full-mesh mreži svaki uređaj ima iste mogućnosti usmeravanja i može "odlučiti" gde se nalazi u strukturi rutiranja na osnovu drugih čvorova sa kojima može komunicirati, blizine mreže mrežnom prolazu i njenog opterećenja. To omogućava samofinansiranje i samo-lečenje. Moduli sa više čipova koji se koriste za pokretanje ovih mreža podeljeni su na „kapije“ i „čestica“. Kapije se onda vezuju u veće mreže koje se koriste za donošenje odluka u velikim industrijskim postrojenjima (rafinerije nafte, hemijske postrojenja, proizvodni objekti itd.).
Kompanija je evoluirala od korišćenja sopstvenog protokola pod nazivom TSMP (Time Sinchronized Mesh Protocol) do VirelessHART-a za pokretanje inicijative zasnovane na Internet protokolu, u podršci Internet Engineering Task Force-u (IETF), fokusiranoj na korišćenje IP mreže u urbanim infrastrukturama, automatizaciji zgrade, merenje korisnosti i druge aplikacije za bežično senzorsko umrežavanje.